# 威利雅虹銀漢魚
威利雅虹銀漢魚，為輻鰭魚綱銀漢魚目虹銀漢魚科的其中一種，分布於印尼西巴布亞省Gebiasi溪流域，為熱帶魚類，體長可達9.2公分，棲息在石灰岩溶洞的溪流底中層水域，生活習性不明。

## 擴展閱讀
維基物種上的相關：威利雅虹銀漢魚